# Gustaf Bratt (1826–1906)
Gustaf Napoleon Eugène Bratt (i riksdagen kallad Bratt i Dalkarlsberg), född 22 april 1826 i Broddetorps församling, Skaraborgs län, död 27 februari 1906 i Danderyds församling (Djursholm), Stockholms län, var en svensk sjöofficer, gruvdisponent och politiker.

## Biografi
Bratt tog studenten 1844 och blev kadett 1846. Vidare blev han sekundlöjtnant vid Kungliga Flottan 1849, kommenderad som exercisofficer ombord på korvetten Lagerbjelke till Sydamerika och Västindien 1851–1852. Han var chef på briggen Glommen 1853. År 1853 blev han även tillförordnad karantänchef på Känsö, begärde och fick avsked från flottan 1854 då han övergick till civiltjänst och blev förvaltare vid Långbans gruvor i Värmland och sedan 1858 disponent vid Dalkarlsbergs gruvfält i Nora bergslag. Bratt gick i pension 1894. Gustaf Bratt tillhör släkten Bratt från Bratteberg.

## Tiden som officer
1846 antogs Bratt som kadett vid kungliga krigsakademin. Under åren 1847–1849 kommenderades Bratt på tre expeditioner till Nordsjön och Östersjön med korvetten HMS Jarramas. Efter att ha tagit sjöofficersexamen vid Karlberg 29 september 1849 och den 9 oktober samma år erhållit fullmakt som sekundlöjtnant den 29 september kommenderades Bratt till örlogsstationen i Karlskrona och blev 1851 varvsofficer. Första kommendering till sjöss som officer kom i september 1851 då Bratt kommenderades som exercisofficer på korvetten Lagerbjelke och besökte på hennes resa till Sydamerika och Västindien bland annat Teneriffa, Buenos Aires, Montevideo, Barbados och Port-au-Prince.
Efter åtkomsten till Sverige 12 juli året därpå följde efter en tids sjukdom kommenderingen som adjutant till stationsbefälhavaren vid Nya Varvet i Göteborg, dåvarande kommendörkaptenen Georg Samuel von Gegerfelt, sedermera Bratts svärfar. 1853 hade Sjömanssällskapet i Göteborg begärt att få låna den vid Nya Varvet stationerade lilla briggen Glommen för att öva skolans elever, vilket beviljades med förbehållet att en sjöofficer skulle bli chef på den. Bratt fick permission samt utnämndes den 14 juni 1853 till chef och överlärare vid sjömansskolan. Efter att ha kommit tillbaka från permissionen ett par månader senare kommenderades Bratt till karantänstationen vid Känsö efter att den förre chefen, kapten Ramsten, avlidit i kolera.

## Ryska korvettenNiemensförlisning
En stormig oktobernatt 1853 törnade den ryska korvetten Niemen som ingick i en konvoj på resa mellan Kronstadt och Portsmouth med last av proviant och 75 kanoner emot ett skär strax norr om Vinga och sjönk. Besättningen kunde rädda sig upp på ön genom att fälla en mast och gå i land. En fiskare som passerade tog med sig de tre officerarna ombord till Känsö karantänstation och anmälde sig för Bratt som snart samlade ett antal segelbåtar, som undsatte de strandsatta och förde dem till Känsö där de härbärgerades. För denna aktion fick Bratt sig förlänad Sankt Stanislaus-ordens tredje klass från den ryske kejsaren.

## Verksam i gruvnäringen
När Bratt ämnade gifta sig och bilda familj begärde han och fick avsked från flottan 1854 och blev 1858 förvaltare vid Långbans gruvor i Värmland och sedan disponent vid Dalkarlsbergs gruvfält i Nora bergslag. Han var en för sin tid mycket framstående gruvspecialist och upparbetade bland annat det svårskötta Dalkarlsbergsfältet till ett mönstergruvfält. Han införde i Sverige takbrytningsmetoden med igensättning för att hindra ras samt sedermera även tvärbrytningsmetoden. Han ledde dessutom omfattande experiment med bergborrningsmaskiner som senare kom till användning i andra svenska gruvor. Han var gärna anlitad som teknisk rådgivare, till exempel i gruvorna i Rällingsberg, Bispberg och Dannemora.

## Riksdagstiden
Bratt var ledamot av riksdagens andra kammare vid B-riksdagen 1887, invald i Nora domsagas valkrets i Örebro län.

## Familj
Gustaf N.E. Bratt var son till Gustaf Bratt och Gustafva, född Backman. Han hade tillsammans med hustrun Georgina von Gegerfelt (1833–1930) nio barn, bland andra tidningsmännen John och Valter Bratt. Han är begravd på Djursholms begravningsplats.

## Gustaf Bratts minnen
Bratt nedtecknade sina memoarer i manuskriptet "Minnen", sedermera renskrivna av hans dotter Hilda "Ninni" Bratt.